# Nové Dvory (powiat Przybram)
Nové Dvory – miejscowość i gmina (obec) w Czechach, w kraju środkowoczeskim, w powiecie Przybram. W 2022 roku liczyła 269 mieszkańców.